# Berlins senat

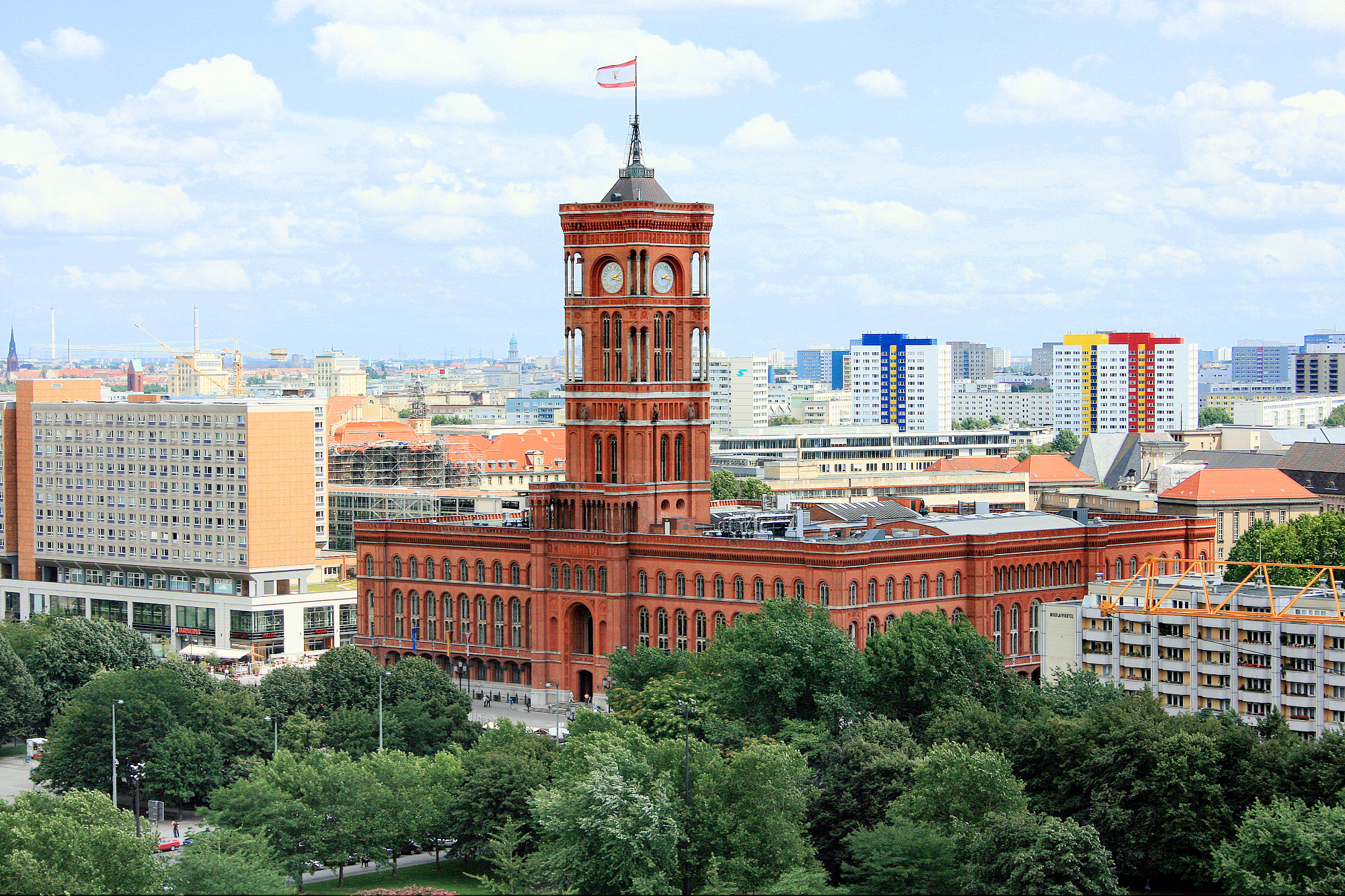
Berlins senat sammanträder sedan 1991 i Rotes Rathaus.

Berlins senat (tyska: Senat von Berlin) är den tyska delstaten Berlins regering, under ledning av Berlins regerande borgmästare. Regeringens medlemmar kallas senatorer. Då Berlin är en av Tysklands tre stadsstater är senaten även samtidigt staden Berlins kommunstyrelse.

## Historia
Efter andra världskriget ockuperades Berlin av de fyra segrarmakterna. De hade var sin ockupationszon (sektor) i staden. Dock regerades Berlin till en början som en och samma stad. 1948 delades staden politiskt sedan den sovjetiske kommendanten hade lämnat den allierade kommendanturen och på egen hand utsett en överborgmästare för Östberlin. Därmed var det slut på den gemensamma regeringen mellan väst och öst.
I Västberlin valdes en ny församling av ledamöter och i Östberlin valdes en ny av den sovjetiska ockupationsmakten. Sedan Västberlins delstatsförfattning vunnit laga kraft 1950 fick stadsparlamentet det nya namnet Abgeordnetenhaus med samma status som lantdagarna i Västtyskland. Tidigare hade Berlin haft en magistrat, men nu skapade man istället Berlins senat för Västberlin och istället för en överborgmästare (Oberbürgermeister) fick västra Berlin en regerande borgmästare (Regierender Bürgermeister). Dessa nya beteckningar skulle understryka Berlins status som förbundsland (delstat i Västtyskland). I Östberlin behöll man magistraten och borgmästaren i Östberlin titulerades Oberbürgermeister der Hauptstadt der DDR.
I samband med Berlins återförening återförenades även det politiska styret av staden men borgmästaren har fortsatt bära titeln Regierender Bürgermeister och senaten har även den behållit sitt namn. Under Berlins tid som delad stad var Rotes Rathaus plats för Östberlins magistrat och Västberlins senat satt i Rathaus Schöneberg. 1991 flyttade den återförenade stadsförvaltningen tillbaka till Rotes Rathaus.